# Mateusz I Alzacki
Mateusz I Alzacki (ur. ok. 1137, zm. 25 lipca 1173) – drugi syn Thierry’ego, hrabiego Flandrii i Sibylli z Anjou. Poprzez małżeństwo z Marią z Boulogne został hrabią Boulogne w 1160. Rozwiedli się w 1170, ale tytuł hrabiego Boulogne nosił do śmierci .
Ich córkami były Ida, hrabina Boulogne i Matylda, żona Henryka I, księcia Brabancji.
Był zwolennikiem Henryka Młodego i otrzymał ziemie w Anglii. Zginął w walce podczas oblężenia Drincourt (obecnie Neufchâtel-en-Bray), w 1173-4 w czasie buntu synów Henryka II przeciw ojcu, pod przywództwem Filipa Alzackiego. Został śmiertelnie zraniony strzałą z kuszy.